# Koby Brea
Koby Brea (Nueva York, Nueva York, 6 de noviembre de 2002) es un baloncestista con doble nacionalidad, dominicano y estadounidense, que pertenece a la plantilla de los Phoenix Suns de la NBA, con un contrato dual que le permite jugar además en su filial de la G League, los Valley Suns. Con 2,01 metros de estatura, juega en la posición de escolta.

## Trayectoria deportiva

### Universidad
Jugó cuatro temporadas con los Flyers de la Universidad de Dayton, en las que promedió 7,9 puntos, 3,1 rebotes y 1,1 asistencias por partido. En 2022 fue elegido mejor sexto hombre de la Atlantic 10 Conference, galardón que repetiría dos años más tarde. Esa temporada, la 2023-24, lideró la División I de la NCAA en porcentaje de triples, con un 49,8% de acierto.
Tras cuatro años en Dayton, fue transferido a los Wildcats de la Universidad de Kentucky, donde disputó una última temporada como universitario, en la que promedió 11,6 puntos, 3,2 rebots y 1,3 asistencias por partido.

#### Estadísticas
|  | Líder de la División I de la NCAA |

| Año     | Equipo   | PJ  | PT | MPP  | %TC  | %3P  | %TL   | RPP | APP | ROB | TPP | PPP  |
| ------- | -------- | --- | -- | ---- | ---- | ---- | ----- | --- | --- | --- | --- | ---- |
| 2020–21 | Dayton   | 17  | 3  | 14.1 | .400 | .355 | .667  | 1.8 | .4  | .1  | .2  | 2.9  |
| 2021–22 | Dayton   | 35  | 4  | 21.7 | .436 | .423 | .621  | 2.9 | .8  | .4  | .1  | 8.1  |
| 2022–23 | Dayton   | 28  | 10 | 26.5 | .363 | .370 | 1.000 | 3.3 | 1.7 | .3  | .3  | 6.8  |
| 2023–24 | Dayton   | 33  | 4  | 29.1 | .512 | .498 | .875  | 3.8 | 1.2 | .5  | .3  | 11.1 |
| 2024–25 | Kentucky | 36  | 16 | 28.1 | .470 | .435 | .914  | 3.2 | 1.3 | .5  | .3  | 11.6 |
| Total   | Total    | 149 | 37 | 24.9 | .450 | .434 | .802  | 3.1 | 1.1 | .4  | .2  | 8.8  |

### Profesional
Fue elegido en la cuadragésimo primera posición del Draft de la NBA de 2025 por los Golden State Warriors, pero fue traspasado a los Phoenix Suns en un acuerdo que involucró a siete equipos, a cambio de los derechos de draft de las selecciones 52 (Alex Toohey) y 59 (Jahmai Mashack). El 7 de julio firmó un contrato dual con Phoenix y su filial en la G League, los Valley Suns.